# Gailtalbanan
Gailtalbanan är en 62 kilometer lång enkelspårig järnväg i det österrikiska förbundslandet Kärnten. Den går genom Gaildalen från Arnoldstein där den ansluter till Rudolfsbanan till Kötschach-Mauthen. 
Gailtalbanan byggdes på initiativ av företagaren Felix av Mottony. 1894 öppnades sträckan Arnoldstein–Hermagor. Under första världskriget förlängdes banan till Kötschach-Mauthen. 
Gailtalbanan är av regional betydelse. Trafiken på sträckan bortom Hermagor lades ner i december 2016. Sträckan Arnoldstein–Hermagor är elektrifierad sedan december 2019.